# Cinismo

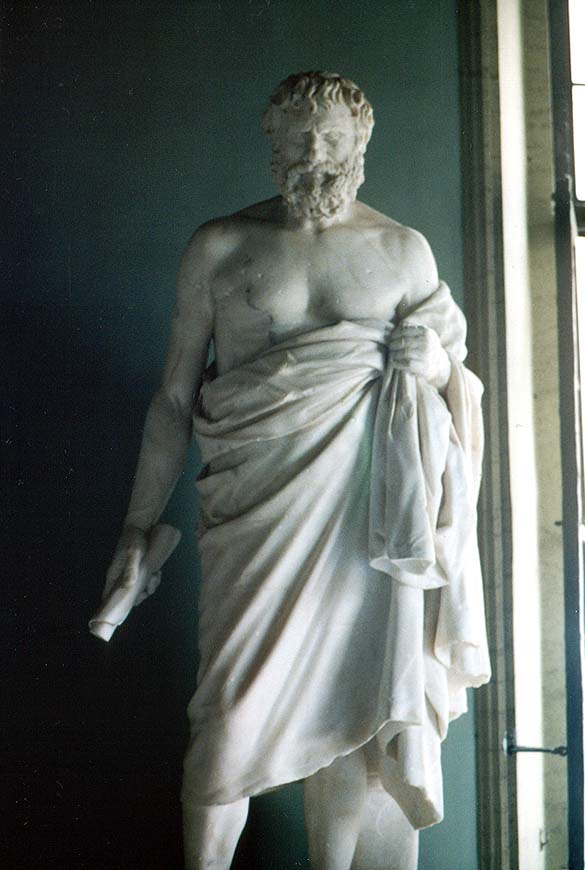
Filosofo cinico, copia romana da originale greco del III o II secolo a.C., Musei Capitolini, Roma

Il cinismo fu una corrente filosofica della cui origine vi sono differenti tesi:
- per alcuni, i cinici furono i seguaci della scuola filosofica fondata dai pensatori socratici Antistene di Atene e Diogene di Sinope nel IV secolo a.C.[2] (molti cinici del I secolo d.C. e successivi, ritennero Antistene e/o Diogene i fondatori della propria scuola, se non, tramite la loro mera intercessione teoretica, lo stesso Socrate[3]);
- per altri, come Farrand Sayre[4], ne va ricercata l'origine a dopo il II secolo a.C., a causa dell'incremento, tramite le conquiste di Alessandro Magno e l'espansione dell'Impero macedone, della conoscenza tra i greci delle filosofie orientali, in particolar modo indiane, come gli insegnamenti monastici e ascetici dei gimnosofisti[3];
- Nicola Terzaghi ha scritto che se lo stoicismo rappresentò la scuola che più di ogni altra ebbe importanza nel mondo antico per come fu recepito profondamente nella società, lasciando «quasi completamente da parte le ricerche fisiche e naturalistiche e interessandosi in maniera assolutamente prevalente al problema morale», che col Cristianesimo divenne assoluto, in ciò si collega col Cinismo che parimenti ha «come fine supremo il riconoscimento e la pratica della virtù, (...): ambedue vogliono arrivare al (...) bastare a sé stessi, (...). Più seri e contegnosi gli Stoici, più volgari nell'espressione e più facili nell'esposizione i Cinici, (...)». Una delle differenze fondamentali tra le due scuole di pensiero riguardava la loro divulgazione nel pubblico a cui si indirizzavano tanto da poter dire come «lo Stoicismo sia il Cinismo dei ricchi e dei fortunati, mentre il Cinismo sia lo Stoicismo dei poveri e degli infelici, (...)».[5] Lo stesso Terzaghi citando una canzonatura che Orazio fa, nel Damasippo (Libro II/Satira III) in particolare, dei filosofi dal mantello lacero e dall'animo guasto, propende a far risalire questa corrente filosofica alla fine del I secolo a.C.

## Origini del concetto
Il termine "cinico" potrebbe derivare o dal Cinosarge, l'edificio ateniese che fu la prima sede della scuola, o dalla parola greca κύων (kyon - "cane") – soprannome di Diogene, che ne fu l'esponente più importante. I cinici professavano una vita randagia e autonoma, indifferente ai bisogni e alle passioni, fedeli solo al rigore morale. Dopo un periodo di declino, la scuola cinica ebbe una ripresa in concomitanza alla corruzione del potere imperiale di Roma: si fece appello allora alla libertà interiore e all'austerità dei costumi.
Con connotazione spesso negativa, il termine "cinico" viene però usato in epoca contemporanea soprattutto, per estensione, volendo indicare chi ostenta sprezzo e beffarda indifferenza verso ideali o convenzioni della società in cui vive (caratteristica spesso ostentata anche dai filosofi cinici), spesso con sarcasmo sfacciato, nichilismo e disincanto, o con sfiducia, o indicando una sorta di immoralità e spregiudicatezza.
L'interesse della scuola fu prevalentemente etico, e il concetto di "virtù" assunse un nuovo significato in una vita vissuta secondo natura; l'ideale era l'autosufficienza (l'autosufficienza del saggio, condotta fino all'assoluta indipendenza dal mondo esterno, secondo il termine greco autàrkeia, ossia autarchia, capacità di detenere il totale controllo su se stesso).
La tesi fondamentale di questa corrente di pensiero è la ricerca della felicità come unico fine dell'uomo; una felicità che è una virtù, e al di fuori di essa sussiste un disprezzo per ogni cosa che richiama comodità e agi materiali effimeri. I cinici erano famosi per la loro eccentricità e disobbedienza alle regole sociali impostegli; si può quindi citare Diogene Laerzio, il quale scrisse numerose satire e diatribe contro la dissolutezza sessuale e la corruzione dei costumi del suo tempo, ma oltre a lui anche Cratete di Tebe, Ipparchia, Menippo di Gadara e vari altri. Alcuni aspetti della loro filosofia influenzarono lo stoicismo, dove però l'attitudine cinica del moralismo e della critica nei confronti dei mali della società venne sostituita dalla virtus romana.

## Il cinismo filosofico

### Concetti base
Il cinismo proponeva alle persone una presunta modalità di raggiungere la felicità e la libertà in un'epoca piena di sofferenze e incertezze. Sebbene non sia mai stato fissato un canone vero e proprio della dottrina cinica, può essere riassunta nei seguenti concetti:
1. Il cinismo intende contrastare le grandi illusioni dell'umanità, ossia la ricerca della ricchezza, del potere, della fama, del piacere.
2. Il cinismo ricerca la felicità, una felicità che sia vivere in accordo con la natura.
3. Il cinismo esalta l'autarchia. Detto questo, evidentemente non stona l'accostamento con le altre grandi filosofie ellenistiche come la Stoà (fondata da Zenone di Cizio, precedentemente cinico), l'epicureismo o lo scetticismo. Alcune sue concezioni sono poi in comune con filosofie orientali come il taoismo.
4. Lo scopo della vita consiste nel raggiungere l'eudaimonia e la lucidità mentale (ἁτυφια) per liberarsi dall'ignoranza e dalla follia (τύφος).
5. L'eudaimonia si acquisisce tramite il vivere in armonia con la natura così come compresa dalla ragione umana.
6. Il τύφος (follia) è causato dal falso giudizio sui valori morali, che causa a sua volta emozioni negative, desideri contro natura e vizi.
7. L'eudaimonia è basata sull'autarchia, la virtù, l'amore per gli esseri umani, la parresia e l'impassibilità nei confronti delle vicissitudini della vita.
8. Raggiungimento dell'eudaimonia e della lucidità mentale tramite l'ascesi, la quale consente all'individuo di liberarsi da influenze come la gloria, il potere o la ricchezza, che non hanno nessun valore in natura. Tra i vari esempi si può citare Diogene di Sinope, che viveva in una botte e camminava scalzo d'inverno.
9. Impudenza e mancanza di vergogna nel denigrare e disprezzare la società, le sue regole, i suoi costumi e le sue convenzioni che la maggior parte delle persone considera scontate.

### Origine del termine "cinico"
Il nome "cinico" deriva dal greco antico κυνικός (kynikos, da κύων (kyôn), cane), ossia "alla maniera del cane". Una motivazione proposta nell'antichità del perché i cinici erano chiamati "cani" prendeva in considerazione il primo filosofo cinico, Antistene, che insegnò nel Cinosarge - termine la cui radice è kyôn - ad Atene. Sembra comunque certo che la parola "cane" sia stata affibbiata ai primi cinici come insulto per il loro sfacciato rifiuto dei costumi tradizionali e per la loro decisione di vivere in strada. Diogene, in particolare, era additato come il Cane per la sua abitudine di vivere dentro una botte, una definizione nella quale il filosofo si crogiolava affermando che "gli altri cani mordono i loro nemici, io mordo i miei amici per salvarli". I cinici successivi cercarono di capovolgere la parola a loro vantaggio, come ha spiegato un commentatore successivo.

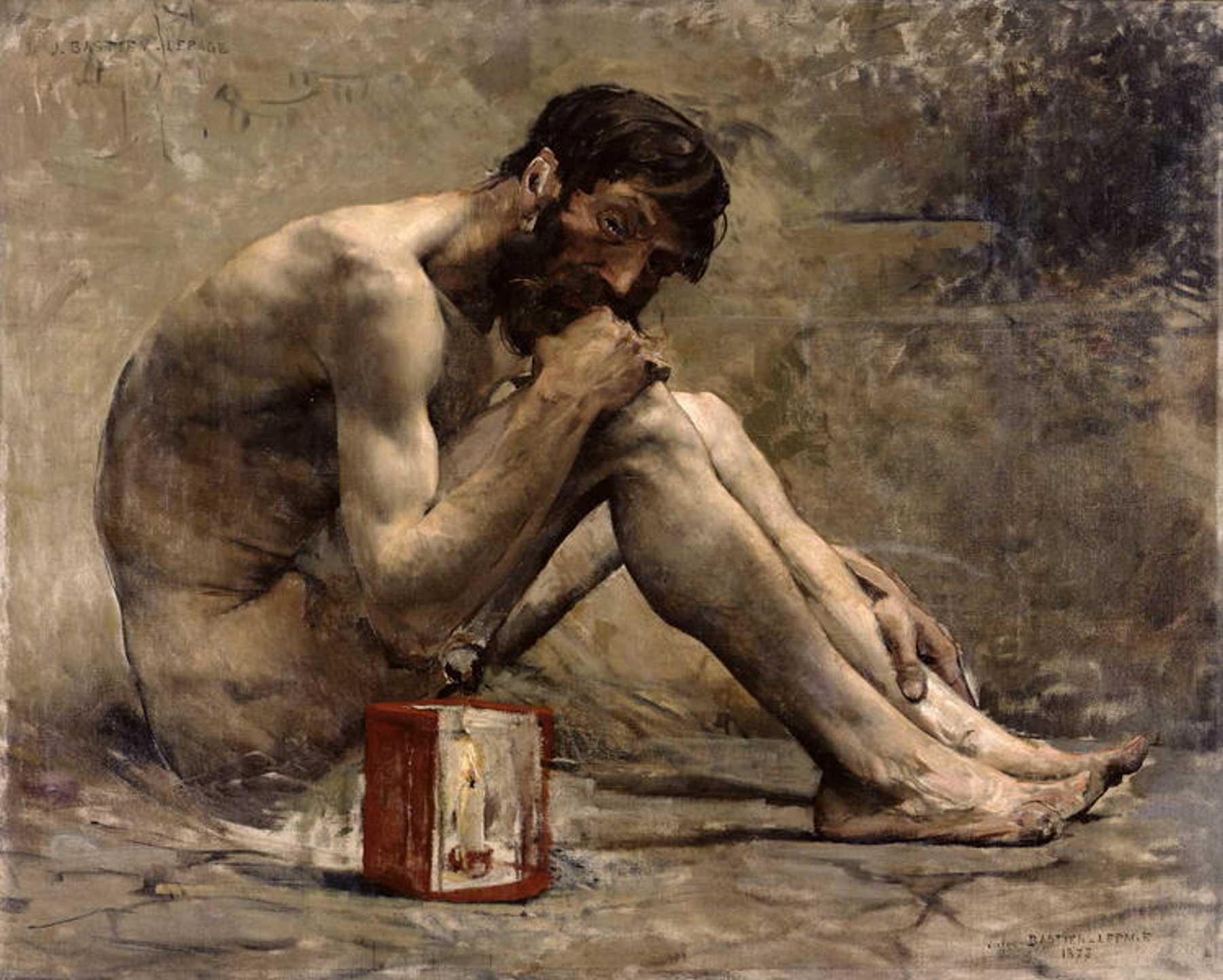
Diogene, dipinto di Jules Bastien-Lepage, 1873, Musée Marmottan Monet

### Cinismo e cristianesimo

#### Gesù era cinico?
Molti storici hanno notato delle similitudini tra gli insegnamenti e lo stile di vita dei cinici e quelli di Gesù. Alcuni studiosi sostengono che la Fonte Q, un'ipotetica fonte comune dei Vangeli di Matteo e Luca, possieda molti punti in comune con la filosofia cinica. Studiosi dediti alla ricerca del Gesù storico, come Burton L. Mack e John Dominic Crossan del Jesus Seminar, affermano che nel I secolo d.C. la regione della Galilea era una zona in cui gli ideali ellenistici e le tradizioni giudaiche erano entrate in contatto. La città di Gadara, poco distante da Nazaret, era nota per essere una zona di diffusione centrale del cinismo, e Mack ha descritto Gesù come "un individuo tipo-cinico alquanto normale". Per Crossan, Gesù era più che altro un saggio cinico proveniente dalla tradizione ellenistico-giudaica piuttosto che il Cristo o il Divino Redentore di Israele. Altri studiosi sono in disaccordo con le idee di Mack e Crossan e pensano invece che Gesù non sia stato influenzato in maniera così significativa dal cinismo, anzi ritengono che la tradizione ebraica dei Profeti abbia avuto un'importanza assolutamente maggiore.

#### Influenza cinica sui primi cristiani
Molte delle pratiche ascetiche dei cinici vennero adottate dai primi cristiani, i quali utilizzarono anche la retorica cinica per difendere le proprie tesi. Alcuni cinici vennero tra l'altro martirizzati per essersi opposti alle autorità. Peregrino Proteo fu un cristiano prima di lasciare la sua religione e diventare solo cinico, mentre l'arcivescovo Massimo di Costantinopoli, sebbene fosse cristiano, venne soprannominato "il cinico" per le sue pratiche ascetiche.
Gli scrittori cristiani hanno sempre elogiato la povertà dei filosofi cinici e alcuni ordini ascetici cristiani sono infatti strettamente collegati al cinismo, come si evince dalla presenza di monaci mendicanti durante i primi anni della cristianità. Per Foucault, "non c'è niente di strano nel fatto che agli inizi del cristianesimo vi sia stata una forte interazione tra la pratica cinica e l'ascesi cristiana.

## Il "cinismo" contemporaneo
(Oscar Wilde, Il ritratto di Dorian Gray)
In ambito moderno e socio-psicologico è un atteggiamento o stato mentale caratterizzato da una sfiducia generale nelle motivazioni altrui ed una mancanza di fede nell'umanità, nella convinzione che gli esseri umani sono egoisti per natura: governati da emozioni e fortemente influenzati dagli stessi istinti primitivi che hanno aiutato l'umanità a sopravvivere nell'epoca preistorica. Questa visione della natura umana viene ripresa da autori come Niccolò Machiavelli (si veda anche il termine "machiavellismo"), e specialmente Thomas Hobbes (la cui filosofia è spesso riassunta con la locuzione "homo homini lupus", che indica gli uomini come competitivi e portati a comportarsi male in assenza di leggi ed educazione), e presenta una forte caratteristica di misantropia, amarezza e nichilismo, spesso temperati da forte sarcasmo e ironia corrosiva, a volte con l'utilizzo di umorismo nero o macabro.
Un cinico può avere una generale mancanza di fede o di speranza nella specie umana o nelle persone che sono motivate dall'ambizione, dal desiderio, dall'avidità, dalla gratificazione personale, dal materialismo e tutti gli obiettivi e le opinioni che un cinico percepisce come vane, impossibili, o in ultima analisi prive di significato e pertanto meritevoli di ridicolo o di ammonimento. Si tratta anche di una forma di prudenza, a volte stanca, e altre volte, di critica o di scetticismo. Il collegamento con la scuola greca è nel fatto che detta scuola respinse tutte le convenzioni, di religione, costumi, alloggio, vestiti, o di decenza, sostenendo la ricerca di virtù secondo una maniera semplice e ideale di condurre la vita. Con il XIX secolo, l'accento posto dai cinici sugli ideali ascetici e la critica della civiltà attuale in base al fatto che essa potrebbe cadere, talvolta impregnata di pessimismo e anti-positivismo, ha portato a usare la parola cinico per indicare una disposizione all'incredulità nella sincerità o nella bontà umana. Il cinismo moderno presenta inoltre una diffidenza verso l'etica sociale, soprattutto quando sono presenti grandi aspettative in materia, che le istituzioni e le autorità lasciano insoddisfatte, determinando disillusione. Questa attitudine può manifestarsi come conseguenza della frustrazione e della sfiducia. La misantropia, la rudezza e il disprezzo delle convenzioni di alcuni "cinici" moderni li avvicinano ad alcuni comportamenti di antichi cinici come Antistene e Diogene di Sinope, noti per essere diretti e talvolta poco cortesi. 
Persone e pensatori che hanno manifestato spesso (o in talune occasioni) tale versione moderna del cinismo, non sempre in maniera percepita come negativa dai critici e dai commentatori (ma vista come una forma di arguzia), furono, ad esempio: Oscar Wilde, i citati Hobbes e Machiavelli, il Marchese de Sade, Voltaire, Jonathan Swift, Georg Wilhelm Friedrich Hegel, Arthur Schopenhauer, Herbert Spencer, Giacomo Leopardi, Friedrich Nietzsche, Emil Cioran, Mark Twain, Max Stirner, Karl Kraus, Louis-Ferdinand Céline, Charles Bukowski e, a livello di cultura di massa, gli umoristi e comici Lenny Bruce, Bill Hicks, George Carlin, Paolo Villaggio e Woody Allen.

### Accezione negativa
In altro senso, inteso come freddezza e mancanza di morale, viene anche usato per descrivere un carattere negativo e calcolatore, allontanandosi ancora di più dal concetto originario; come portatori di opportunismo, pragmatismo o spregiudicatezza, sono stati definiti cinici alcuni uomini politici - come Benito Mussolini, talvolta Winston Churchill, Palmiro Togliatti, Stalin o Richard Nixon - o addirittura il carattere nazionale di alcune popolazioni. 
Il filosofo tedesco Sloterdijk all'interno della sua opera Critica della ragion cinica effettua una distinzione tra l'antico cinismo (‘kinismo’) e il moderno ‘cinismo’. Criticando l'azione del cinico moderno, spudorato e calcolatore, improntata su una giustificazione moralistica data dal suo fine, privo di principi etici, gli contrappone l'antico kinico, rappresentato da Diogene, che sfugge completamente ogni vincolo sociale, considerandolo superfluo e ridicolo.